# Осипова Олена Володимирівна
Олена Володимирівна Осипова (11 листопада 1927 , Москва  — 26 жовтня 2018 ) — радянський і російський філософ та соціолог, доктор філософських наук (1974), провідний науковий співробітник Інституту філософії РАН, дійсний член Російської академії соціальних наук:355.

## Життєпис
1950 року закінчила філософський факультет МДУ, а 1954 року — аспірантуру кафедри історії зарубіжної філософії філософського факультету, захистивши кандидатську дисертацію . В 1979 році стала доктором філософських наук (дисертація «Соціологія Еміля Дюркгейма: критичний аналіз теоретико-методологічних концепцій»).

## Родина
Чоловік — соціолог, академік Геннадій Осипов; донька Надія (нар. 1958) — соціолог, професор МДУ:355.

## Публікації
Монографії
- «Патриархи социологии» (второе издание) Гриф ИФ РАН, 2015, 474 с., 31 п.л. ISBN 978-5-7556-0562-5;
- «Социальная структура современного российского общества»,. Гриф ИФ РАН, 2014, 76 с., 4, 75 п.л. ISBN 978-5-7556-0514-4;
- «Патриархи социологии», Гриф ИСПИ РАН, 2011, 470 с., 30 п.л. ISBN 978-5-7556-0449-9;
- Социология Вильфредо Парето: политический аспект. СПб., 2004;
- Социология Эмиля Дюркгейма (учебное пособие для вузов) СПб., 2001;
- «Социология Э. Дюркгейма». М., 1978;
- «Философия польского просвещения». М., 1975.

Статті
- Статьи в «Социологический словарь» изд. «Норма», М., 2008, 20 статей. ISBN 978-5-468-00195-0;
- Бюрократия: «идеальный тип и реальность» // Бюрократия в современном мире: теория и реалии жизни. М.: ИФ РАН, 2008;
- Общественный идеал как составная компонента мировоззрения // Духовные измерения современной политики. М., 2003;
- Роль государства в процессе модернизации // Этатистские модели модернизации. М.: ИФ РАН, 2002;
- Россия: идеал и современная // Россия: путь в XXI век. Архангельск, 2001;
- Статьи в «Российской социологической энциклопедии» Изд. РАН., М., 1998, 23 статьи ISBN 5-89123-163-8. ISBN 5-86225-636-9.